# Newberry (Michigan)
Newberry is een plaats (village) in de Amerikaanse staat Michigan, en valt bestuurlijk gezien onder Luce County.

## Demografie
Bij de volkstelling in 2000 werd het aantal inwoners vastgesteld op 2686.
In 2006 is het aantal inwoners door het United States Census Bureau geschat op 1561, een daling van 1125 (-41,9%).

## Geografie
Volgens het United States Census Bureau beslaat de plaats een oppervlakte van
2,5 km², geheel bestaande uit land. Newberry ligt op ongeveer 235 m boven zeeniveau.

## Plaatsen in de nabije omgeving
De onderstaande figuur toont nabijgelegen plaatsen in een straal van 88 km rond Newberry.